# Smallanthus araucariophilus
A Smallanthus araucariophilus é uma espécie rara e endêmica de planta que ocorre em altitudes acima dos 1.000 metros, em floresta com araucária, no extremo sul do Brasil.
No Rio Grande do Sul ocorre na região fisiográfica dos Campos de Cima da Serra, sendo endêmica do Estado; ocorre em solos úmidos e semi-sombreados das margens e interior da Floresta com Araucária (Mondin 2004).